# Fronsac (Alto Garona)
Fronsac (em occitano:  Fronsac ou Fronçac) é uma comuna francesa na região administrativa da Occitânia, no departamento do Alto Garona. Estende-se por uma área de 4.15 km², com 205 habitantes, segundo o censo de 2018, com uma densidade de 49 hab/km².